# Chiesa del Carmine (Ruvo di Puglia)
La chiesa del Carmine è un edificio sacro di Ruvo di Puglia sito in largo Carmine. La chiesa è stata costruita in più fasi in periodo compresto tra il XVII e il XIX secolo.

## Storia
La chiesa di San Vito fu affidata nel 1614 all'Arciconfraternita del Carmine, fondata dieci anni prima, con la condizione di restaurare l'intero edificio religioso. Completato il restauro, il tempio fu intitolato alla titolare della confraternita, la Madonna del Carmine. L'antica chiesa di San Vito fu drasticamente ridotta, tanto che le navate passarono da tre ad una, fu costruito l'oratorio e due nuovi ingressi. Nuovi restauri furono portati a termine tra il 1683 e il 1713 ma completati definitivamente nel 1881, quando la chiesa prese l'aspetto odierno. Nel 1885 fu costruito il campanile.

## Descrizione
La facciata si presenta rettangolare con il portale sagomato dalle lesene e sovrastato da un timpano. Segue la finestra semicircolare e infine il culmine della facciata, ovvero il grande timpano in cui è posta un croce in ferro battuto. La facciata tuttavia non è completamente visibile in quanto sulla parte destra è stata addossata una casa.
L'interno è costituito da un'unica navata con le pareti stuccate e caratterizzate dalle numerose nicchie nelle quali trovano spazio statue, tra cui gli otto simulacri che sfilano il Venerdì Santo nella processione dei Misteri, e dipinti tra cui le tele San Vito tra i santi Modesto e Crescenzia del 1621 di Alessandro Fracanzano e la Natività dell'Abate Claudio del 1624. Sulla volta a botte sono affrescati due grandi ellissi rappresentanti la Madonna del Carmelo e l'Esaltazione della Croce.